# Zilora canadensis
Zilora canadensis là một loài bọ cánh cứng trong họ Melandryidae. Loài này được Hausen miêu tả khoa học năm 1891.